# هدى سلطان
هدى سلطان (15 أغسطس 1925 - 5 يونيو 2006)، ممثلة مصرية.

## عن حياتها
ولدت في إحدى القرى المصرية تسمى كفر أبو جندي تابعة لمركز قطور بمحافظة الغربية على بعد 14 ميل من مدينة طنطا اسمها بهيجة حبس عبد العال الحو، هي شقيقة المطرب والممثل محمد فوزي.

### حياتها الشخصية
هي الشقيقة الثانية بعد هند علام للممثل والمطرب والملحن الموسيقار محمد فوزي الذي كان يقف وراء إنتاج العديد من أفلام السينما المصرية إلى جانب تلحين المئات من الأغاني التي قام بتأدية العشرات منها هو نفسه.
وهي من عائلة إقطاعية محافظة الغربية من مدينة طنطا، بمصر استطاع شقيقها الأكبر محمد فوزي أن يفرض رأيه على والده المحافظ ليعمل في الفن والذي لم يعترف بابنه حتى حقّق نجاحاً فنياً كبيراً. وهذا شكّل دعماً قوياً لشقيقته الأولى والثانية لدخول عالم الفن بدعم منه مع بعض التحفظ، وهذا مهّد لانطلاقة هدى سلطان المولودة في عام 1925 لتعلن ولادتها الفنية في عام 1950 مع فيلم «ست الحُسن».
ولكنها دفعت ثمن هذا النجاح عندما طلقها أول أزواجها محمد نجيب بسبب الغيرة إثر اشتهارها في عالم الفن بعد أن أنجبت كبرى بناتها نبيلة، ثم تزوجت المنتج والموزع السينمائي فؤاد الجزايرلي وفشل زواجها للسبب نفسه. تزوجت بعده فؤاد الأطرش شقيق فريد وأسمهان الأطرش، ثم فريد شوقي الذي أنجبت منه ابنتيها ناهد ومها وعاشت معه 15 عاماً. ثم تزوجت بعده المخرج المسرحي حسن عبد السلام.

## مشوارها الفني
قدمت مع فريد شوقي خلال فترة زواجهما أكثر من عشرين فيلماً حيث شكّلا ثنائياً متميزاً في السينما المصرية جذب جمهوراً كبيراً من عامة الشعب، وهي الشعبية التي دفعت النقاد والجمهور لإطلاق لقب «ملك الترسو» على الراحل فريد شوقي.
ومن أشهر الأفلام التي قدمتها الفنانة الراحلة امرأة في الطريق الذي نالت على دورها فيه الكثير من الجوائز، إلى جانب أفلام نساء محرمات للمخرج محمود ذو الفقار والسكرية للمخرج حسن الإمام عن رواية نجيب محفوظ بالاسم نفسه وجعلوني مجرما للمخرج عاطف سالم وفتوات الحسينية، وكهرمان (1958).
ومثّلت كذلك في الاختيار ووداعا بونابرت وعودة الابن الضال مع المخرج يوسف شاهين، وفي بدور وبورسعيد للمخرج عز الدين ذو الفقار وسوق السلاح. وكان آخر دور سينمائي ظهرت فيه بعد عشرين عاماً من انقطاعها عن التمثيل السينمائي في فيلم من نظرة عين مع الفنانة منى زكي كضيفة شرف.
كما أدت العديد من الأدوار في الدراما التلفزيونية من أهمها «زينب والعرش» و«قبل الضياع» و«أرابيسك» و«زيزينيا» و«الليل وآخره» و«الوتد» و«ليالي الحلمية» و«رد قلبي» و«زي القمر» و«للثروة حسابات أخرى». وكان آخر مسلسلاتها «سلالة عابد المنشاوي». لا يا بنتي العزيزة.
وعلى خشبة المسرح قدمت الفنانة الراحلة الكثير من المسرحيات كان من أبرزها «وداد الغازية» و«الحرافيش» و«الملاك الأزرق» و«بمبة كشر» و«معقول؟ لا معقول» و«سيد درويش». من أهم مسلسلاتها الوتد وعلي الزيبق.

## وفاتها
توفيت هدى سلطان بمرض السرطان الإثنين الخامس من شهر يونيو عام 2006 بمستشفى دار الفؤاد في مصر، عن عمر يناهز 81 عاماً وذلك عقب وفاة ابنتها مها فريد شوقي بحوالي 50 يوماً.

## أعمالها

### أفلام
| - من نظرة عين:2003 - الماضي لم يعد ملكي:1992 - امرأة آيلة للسقوط:1992- مديرة ملجأ رعاية الأطفال - حكايات الغريب:1992-الحجة أم عيال السويس - إسكندرية كمان و كمان:1990 - دقات على بابي:1989-بهيرة أم رؤوف ومنى - صاحب الصورة:1987-سريرة - أنغام:1986-نجوى أم مجدي - من فضلك وإحسانك:1986-نعمات - وصمة عار:1986-عزيزة مهران - الجريح:1985-غناء أغنية المقدمة - وداعا بونابارت:1985-نفيسة - علاقة خطرة:1981-بسيمة - الرقص على أنغام البارود:1979-المطربة - ابن مين في المجتمع:1979-فردوس - شفاه لا تعرف الكذب:1978-وزة - أسياد وعبيد:1978-نانا+ غناء - المرايات:1977-ضيفة شرف - بيت بلا حنان: 1976-الأم فاطمة | - شلة الأنس: 1976-بسيمة - عودة الابن الضال:1976-رتيبة الأم - صابرين: 1975-خضرة - بدور: 1974-الأسطى نوسة - إمبراطورية المعلم: 1974-محاسن - السكرية: 1973-خديجة عبد الجواد - شيء في صدري:1971-تفيدة - الاختيار:1971-بهية + غناء - دلال المصرية:1970-العالمة فاطمة الفُللي + غناء - السيرك: 1968-راوية - 3 نساء: 1968-توحيدها لقصة 2 - العائلة الكريمة: 1964-ست أبوها لبيب/ جلناز+ غناء - عبيد الجسد: 1962-سامية/وفاء - حياتي هي الثمن:1961-سعاد+ غناء - العاشقة:1960-أشواق، إلهام - الغجرية: 1960-سلمى - نهاية الطريق: 1960-شربات - سوق السلاح: 1960-بهية المحلاوية | - صائدة الرجال: 1960-نبوية عبد العال / عزيزة +غناء - زوجة من الشارع:1960-دلال - سر امرأة: 1960-فتحية أحمد حسن - حب ودلع: 1959-بطة+ غناء - قاطع طريق: 1959-جمالات+ غناء - نساء محرمات: 1959-نرجس - امرأة في الطريق: 1958-لواحظ - كهرمان: 1958-كهرمان - سواق نص الليل:1958-معلمة نرجس - الفتوة:1957-ضيفة شرف/مشهد واحد - المجد: 1957-هدى - بورسعيد: 1957-وفية - النمرود: 1956-روحية - رصيف نمرة 5:1956-نزهة+ غناء - نحن بشر: 1955-رانيا زوجة بكر+ غناء - أبو الدهب: 1954-إحسان - الشيخ حسن (ليلة القدر):1954-نبوية | - فتوات الحسينية:1954-زبيدة المطربة - لمين هواك:1954 - جعلوني مجرما: 1954-ياسمينا - حدث ذات ليلة:1954-عايدة - تاكسي الغرام: 1954-إلهام - المحتال: 1954-زينب شحتوفه+ غناء - غلطة العمر: 1953-نادية - مكتوب على الجبين:1953 - حميدو: 1953-سعدية - نساء بلا رجال: 1953-دولت زوجة جمال+ غناء - بيت الطاعة: 1953-نازك زوجة جميل - تاجر الفضائح: 1953-سامية - حبيب قلبي:1952-ناهد - الأسطى حسن:1952-عزيزة+ غناء - حكم القوي:1951-المطربة كوثر - ست الحسن:1950-قرنفلة |

### مسلسلات
| - سلالة عابد المنشاوي:2005 - للثروة حسابات أخرى:2005 - أحلام البنات:2004-كريمة - مصر الجديدة:2004-جدة هدى شعراوي - أشرار وطيبين:2004 - حكاوي طرح البحر:2004 - الليل وآخره:2003-أم رحيم - حد السكين:2003 - وحلقت الطيور نحو الشرق:2002-أم سامح - زمن العطش:2000 | - البحث عن السعادة:2000 - مذكرات ضرة:1999 - الابن الضال:1999 - رد قلبي:1998-توحيدة - المسداوية:1998 - زيزينيا:1997، 2000-الحاجة آمنة - هارون الرشيد:1997-أم الفضل البرمكي - أحلام الفجر الكاذب:1997 - الوتد:1996-فاطمة تعلبة - حواء والتفاحة:1996 | - الرجل والليل:1996 - دموع الشموع:1994 - أرابيسك: أيام حسن النعماني:1994-أم حسن - قلبي ليس في جيبي:1994-فاطمة - وداعا يا ربيع العمر:1991-حكمت+ غناء المقدمة والنهاية - الدنيا وردة بيضاء:1990-ضيفة شرف - ليه يا زمن:1989 - قصر الشوق:1988-أمينة - بنات الأصول:1988 - لا إله إلا الله (ج4):1988-الملكة آسيا | - بين القصرين:1987-أمينة - ليالي الحلمية (ج1):1987-نفيسة هانم - أيام حلوة مرة:1986 - عطشان يا صبايا:1986-غناء - علي الزيبق:1985-أم علي - قبل الضياع:1984 - الغربان:1984 - حتى لا يختنق الحب:1983-كريمة - عطفة خوخة:1983-صفية+ غناء - الرجل والحصان:1982-جليلة - من أجل ولدي:1981-صالحة | - لا يا ابنتي العزيزة:1979-عواطف+ غناء توت توت - زينب والعرش:1979-إلهام كمال - أيام العذاب:1979-سعاد - مأساة إمرأة:1978-آمنة - نجم الموسم:1977-المعلمة كاملة - حكايات جدتي - دادة حليمة - أدركني يا دكتور - قبل الضياع - الضياع |

| - 8 ستات:1978 - يا حلوة ما تلعبيش بالكبريت:1977 - الملاك الأزرق:1974 - الحرافيش:1950 | - شهرزاد و 8 ستات - مين ضحك على مين - معقول؟ لا معقول |

| - أوبريت القدس ح ترجع لنا:2000-بشخصها - أم مثالية:1981-الست رقية - دقة قلب - الاختيار المر | - سيد درويش-جليلة+ غناء - بمبة كشر-بمبة كشر - ألوان الحب السبعة - ظل رجل | - كان زمان:1997-ضيفة - سؤال على الفيديو:1993-ضيفة - أيام عالبال:1986-ضيفة |

### أغانيها
| - إن كنت ناسي أفكّرك - مشتاقلك يا رفيق الروح (فولكلور أردني) - الفرحة الكبرى - آه يا ست سفينة يا عوامة - أبين زين - أحب حسن - أحب تاني يا قلبي ليه - أحلامك أحلامي - أفراح رمضان - أنا إنت وإنت أنا - أنا جاني جواب - أنا حرة مانيش عايزة أصالحك - أول شبكة كانت في العين - إسكتش الحنطور - إعشق يا قلبي وحب وميل - إن كان هوايا ذنب - الأمل - الأوله آه - الحـب حيرة - الشرط نور وأنا شارطة عليك - الغيرة مرة | - القلب ويا العيـن - اللي انقسم وانكتب لا بد يجري لي - النهاردة العيد - بس كده خلينا كده - بص وشوف يا قمر مكسوف - بعد الأم مفيش حنية - حب ودلع يدلع ليه - حبيبي ما لقيتشي مثاله - حبيته بقالي سبع أيام - حكم علينا الزمن - جازان يا درة الجنوب - خليك وداد - خايفة يا نينة على طيري - خمس دقايق ودقيقة - دموع الندم - رجع الهوى ثاني عود - رجع الهوى تانى - رمان الجناين يا أخضر - سوق يا اسطى على مهلك بينا - شوو وباش - تعالى وإنت الغاوي | - تعالي تعالي بس تعالي - تفتن عليك خطوتك - عجباشي يا بخت - عشاق المحاسن يا أبا - عقد الياسمين - علشان منا شايلاك بعنيه - على باب شقتنا - على دول يا مه على دول - على فرحه قوية - على باب حارتنا الواد القهوجي - عمري ما دقت الحب - عمري ما أقول آه ولا أجيبها على لساني - عيد ميلادك عيد سعيد - عيونك - فاتوا الحلوين - فساتين الهنا شغل إيديه - قلبي انشبك به - قلبي يا غالي عليا - كده مرة واحدة كده - كل ما شوف النور بعنيه - كلمت عينيه ولا كلمشي | - لاموني - لبن الحليب يا لبن - ليه تشاغلني ليه - ما أحلى جمال الليل يا عزيزة - ما عرفش يا نينة ليه آسي عليا - مال القمر - محسودة بحبك حفلة - محسودة في حبك محسودة - مستني إيه قول لي - مكتوب الهوى - من بحري وبنحبوه - من دمع عيني رويت السنط في بئونة - من يوم ما عينيه جت في عيوني - نسيتك زي مانسيتني - نام يا حبيبي نام - هو وأنا - هنوا الدكتور وارقوه ببخور - والله رماني الشوق - والنبي على قلبك دلعني - وحياة عينيك معرفش ليه قلبي عليك - ورد وياسمين زهر البساتين | - يا بنت تعملي إيه - يا جدع يا ظريف - يا جميل آه جمالك - يا حلاوة الورد وجمال الورد - يا ريس - يا صابر - يا صاحب إن بعتني خللي الثمن غالي - يا ضاربين الودع - يا عزيز عيني وأنا بدي أروح بلدي - يا فاتن ربيعك بلون الخدود - يا جميل أوصاف جمالك - يا تاكسي الغرام - يا قلبي يا مسكين - ياللي الحياة ذلته وداق مرارة الكاس - يا مرصصين دمعكم - يا معجباني حبك كواني - يا ولاد اتلموا - يا رب توبت إليك - ياللي مادوقتش طعم الحب - يا ورد الجناين يا سيد الورود |

## روابط خارجية
- هدى سلطان على موقع IMDb (الإنجليزية)
- هدى سلطان على موقع قاعدة بيانات الأفلام العربية
- هدى سلطان على موقع قاعدة بيانات الفيلم (الإنجليزية)